# Masacre de Ein al Zeitun
La masacre de Ein al Zeitun se produjo el 1 de mayo de 1948 en la aldea árabe de Ein al-Zeitun (también conocido como Ein Zaytun, Ein el Zeitun y Ain el Zeitun) al norte de Safed, en el entonces Mandato Británico de Palestina, hoy territorio de Israel. Entre 30 y 70 presos árabes fueron asesinados por miembros del Palmaj, una unidad de élite del Haganá. En aquel momento Ein al Zeitun era una aldea árabe de unos 800 habitantes, entre los cuales, según creían los judíos locales, habría árabes que tomaron parte en la masacre de Safed de 1929.
El ataque contra Ein al Zeitun fue realizado por el 3º Batallón del Palmaj bajo el mando de Moshe Kelman, como una operación preliminar para la conquista del barrio árabe de Safed. Varios morteros Davidka fueron empleados por primera vez en esta operación, siendo la aldea fue tomada sin mucha dificultad. La mayoría de los aldeanos huyeron durante la batalla, y el resto, exceptuando a 30-100 hombres entre 20 y 40 años, fueron expulsados por la fuerza después.
Los soldados de Palmaj comenzaron entonces a destruir la aldea. El oficial del Palmaj Elad Peled recordó que:

"Una tarde, nuestros hombres comenzaron a volar la aldea. El éxtasis de la victoria los cegó y enloqueció, rompiendo y destruyendo las propiedades. Los judíos de Safed vieron Ein Zeitun explotada y arrasada, y se sintieron felices, viéndolo como una venganza por lo que los árabes de Ein Zeitun habían cometido contra los judíos de Safed y Ein Zeitim."(p. 233 Morris, Abbasi p. 14)

Un informe del cuartel general de Yiftah expuso que "30" prisioneros árabes fueron "transferidos a la (Brigada) Golaní". Pero uno o dos días más tarde dos soldados del Palmaj, actuando bajo órdenes del oficial al mando del Tercer Batallón, Moshe Kelman, asesinaron a varias docenas de prisioneros, incluyendo probablemente a jóvenes de Ein al-Zeitun, en el barranco entre esta población y Safed.
Según el soldado del Palmaj Netiva Ben-Yehuda, los cautivos fueron atados y arrojados a un cauce en medio del poblado, donde permanecieron dos días. Kelman decidió entonces "deshacerse de este problema completamente", pero la mayoría de sus hombres se negaron. Finalmente, encontró a dos dispuestos a hacerlo, y los prisioneros fueron asesinados. Dos días más tarde, la noticia de la masacre fue filtrada y se temió que los británicos o los investigadores de las Naciones Unidas visitaran la aldea, así que algunos soldados (entre ellos Ben-Yehuda) fueron designados para desatar los cuerpos y enterrarlos.